# Nature morte aux pommes (Cézanne, Saint-Pétersbourg)
Pour les articles homonymes, voir Nature morte aux pommes.
La Nature morte aux pommes (Inv. 3KP 558) est un tableau de Paul Cézanne (1839-1906) conservé au musée de l'Ermitage de Saint-Pétersbourg.

## Description
Les pommes rouges dans une assiette blanche et les deux pommes vertes derrière un citron donnent une dominante de rouge et de vert à ce tableau sur fond bleu. Ces deux dominantes sont employées dans nombre de nature mortes de Delacroix que Cézanne prisait particulièrement. Il s'essaye auparavant à plusieurs compositions avec des pommes, comme la Nature morte aux pommes et aux poires (1885-1887) conservée à la National Gallery of Art de Washington, dont il s'inspire. Sur la gauche, une petite boîte métallique de forme cylindrique, recouverte en partie d’une feuille verte, contraste avec les formes arrondies des fruits et de l'assiette. Cet objet est utilisé ici pour la première et dernière fois dans l'œuvre de Cézanne. Il s'agit donc ici d'une recherche de formes et de contrastes de tons qui s'apparente au synthétisme de cette période. Comme le rapporte Émile Bernard dans ses Souvenirs, Cézanne lui avait déclaré : « Tout se rapporte dans la nature à la base du rond, du cône et du cylindre, c'est pourquoi l'artiste doit avant tout étudier ces figures simples et ce n'est qu'ensuite qu'il peut faire ce qu'il veut. »

## Historique
Cette nature morte a été acquise par Otto Krebs à Munich à la galerie Hugo Perls. Elle a été transférée en 1947 aux autorités d'occupation soviétiques en Allemagne en tant que réparation des dommages de guerre subis, entreposée au musée de l'Ermitage à Léningrad et présentée pour la première fois au public dans ce musée en 1995.